# 1e Daalsebuurt

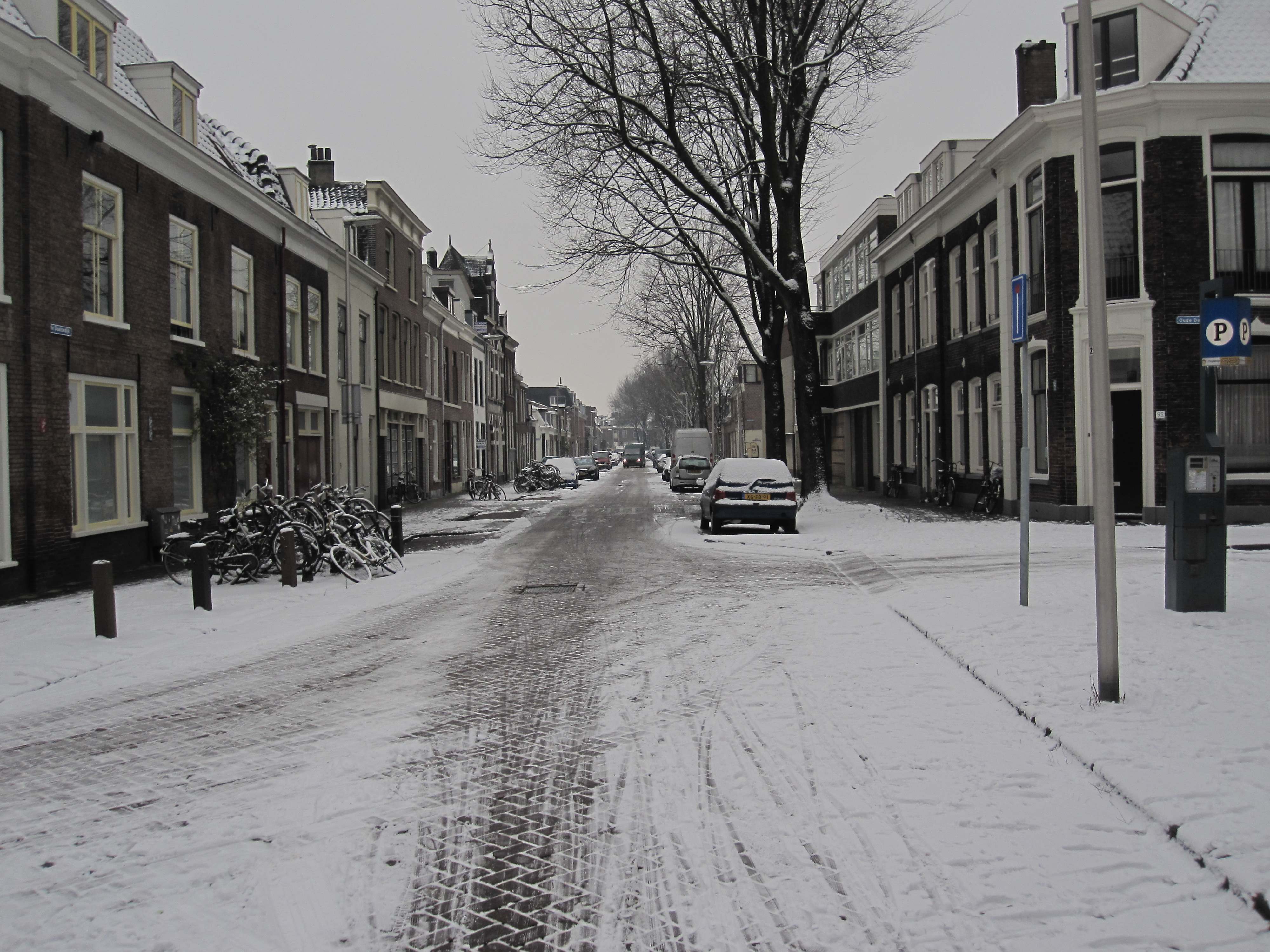
1e Daalsedijk (17 december 2009)

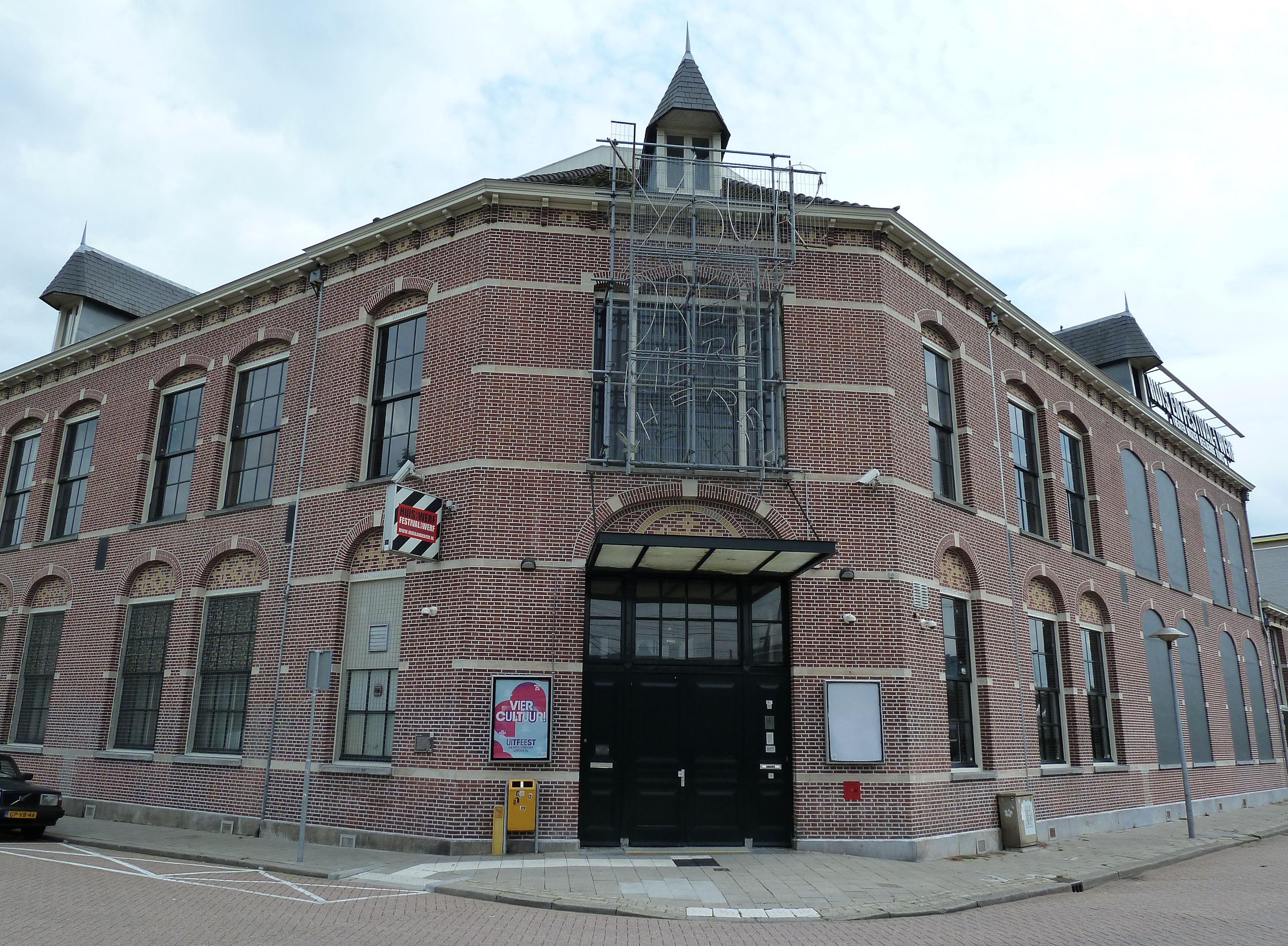
Huis a/d Werf

De 1e Daalsebuurt is een buurt in Pijlsweerd in de stad Utrecht, in de Nederlandse provincie Utrecht. Deze buurt is gelegen aan de Amsterdamsestraatweg.

## Ligging
De buurt wordt begrensd door de Amsterdamsestraatweg, de Daalsetunnel en de spoorweg Utrecht - Amersfoort. Het is de zuidelijkste buurt van de wijk Noordwest en ligt van alle buurten in dat stadsdeel het dichtst bij het centrum.
De buurt is vernoemd naar de oudste weg tussen Amsterdam en Utrecht. Deze verbindingsweg, die rond het jaar 1200 werd aangelegd was eeuwenlang de belangrijkste weg naar Amsterdam, tot Napoleon de Amsterdamsestraatweg liet aanleggen in 1812. De Daalsedijk zelf (de 1e- en 2e Daalsedijk tezamen) ligt naast de oude loop van de nu meer oostelijk gelegen rivier de Vecht.

## Kenmerken
Belangrijk kenmerk voor de buurt is de 1e Daalsedijk, die hemelsbreed (ondanks de 'hap' die de spoorlijn heeft genomen tussen beide) aansluit op de 2e Daalsedijk. Tussen de buurt en de spoorlijn ligt een grote speeltuin en staat de theaterzaal Huis a/d Werf.
In het uiterste noorden van de buurt ligt nu een parkje, waar ooit een schoolgebouw stond dat moest wijken voor de verdubbeling van de spoorlijn.
2e Daalsebuurt en omgeving · de Driehoek · Egelantierstraat, Mariëndaalstraat e.o. · Elinkwijk en omgeving · Geuzenwijk · Julianapark en omgeving · Loevenhoutsedijk en omgeving ·  Ondiep · Prins Bernhardplein en omgeving · Queeckhovenplein en omgeving · Schaakbuurt · Zuilen-Noord